# Hermann Georg von Neuhof

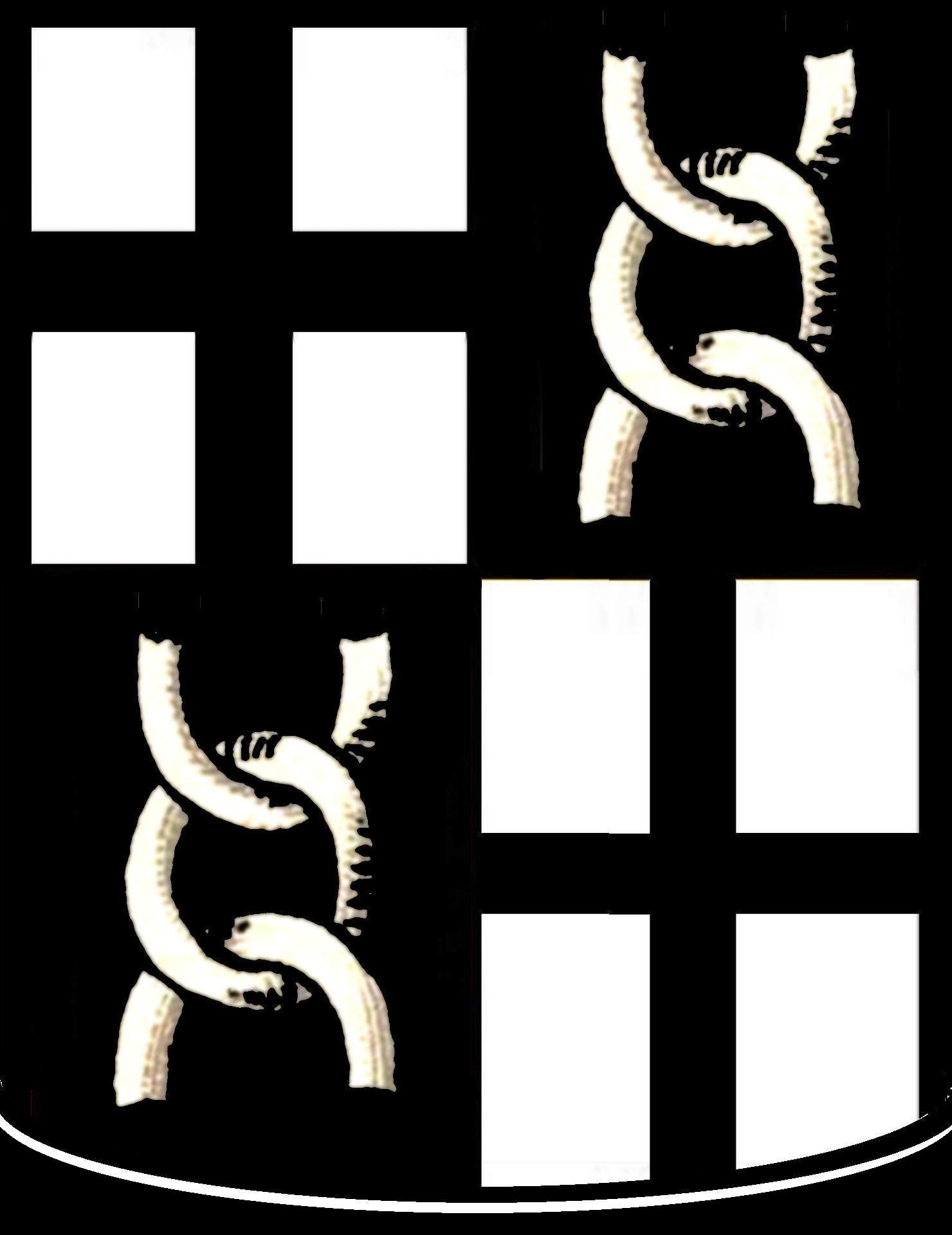
Wappen des Hermann Georg von Neuhoff als Fürstabt von Fulda

Hermann Georg von Neuhof (* 1596; † 25. Januar 1644 in Neuhof) war von 1635 bis 1644 Fürstabt von Fulda.

## Leben
Die Eltern waren Wilhelm von Neuhof sowie die vom Luthertum zum Katholizismus konvertierte Ursula von Hatzfeld zu Wildenburg.
Spätestens seit 1608 war Hermann Georg von Neuhof Alumnus des Päpstlichen Seminars in Fulda. 1617 empfing er in Köln die Priesterweihe. Im Jahr 1625 wurde Hermann Georg Propst von Blankenau, 1631 erhielt er zudem die Propstei Holzkirchen übertragen. Während das adelige Stiftskapitel am 24. Februar 1635 Hermann Georg zum Abt wählte, wählten die bürgerlichen Mitglieder des Konvents – die sowohl das aktive wie passive Wahlrecht forderten – Abt von Huisburg. Nach mehr als zwei Jahren Streit entschied die Kurie die Abtswahl zugunsten Hermann Georgs.
Wegen der Wirren des Dreißigjährigen Kriegs verließ Abt Hermann Georg häufiger das Stiftsgebiet und begab sich an sichere Orte. Das Stift wurde durch den Krieg in Mitleidenschaft gezogen, was zu katastrophalen wirtschaftlichen Verhältnissen führte. Selbst das zur Sicherheit nach Köln gebrachte Stiftsarchiv verpfändete Hermann Georg für 6.000 Gulden.
1638 oder 1639 zog sich der Abt aufgrund eines Sturzes auf den Stufen der Stiftskirche eine Beinverletzung zu, die ihn dauerhaft beim Gehen beeinträchtigte. Wohl auch deshalb schlug er bereits kurz darauf Salentin von Sinzig als seinen Koadjutor vor, welchem das Stiftskapitel zustimmte. Salentin von Sinzig erwies sich jedoch als für das Amt des Abtes in charakterlicher und verwaltungsmäßiger Hinsicht ungeeignete Persönlichkeit, sodass dieser nach Hermann Georgs Tod am 25. Januar 1644 im Schloss zu Neuhof finanziell abgefunden und Joachim Graf von Gravenegg zum Nachfolger des verstorbenen Abts gewählt wurde.
Hermann Georg von Neuhof wurde wegen heranrückender hessischer Truppen zunächst in der Neuhofer Kirche und am 6. Mai schließlich in der Stiftskirche in Fulda beigesetzt.